# Diputación Provincial de La Coruña
La Diputación Provincial de La Coruña (Deputación Provincial da Coruña en gallego) es una institución pública que presta servicios directos a los ciudadanos y presta apoyo técnico, económico y tecnológico a los ayuntamientos de los 93 municipios de la provincia de La Coruña, en la comunidad autónoma de Galicia, España. Además, coordina algunos servicios municipales y organiza servicios de carácter supramunicipal. Tiene su sede central en la ciudad de La Coruña.

## Historia
La Diputación de La Coruña fue creada en el año 1836, como consecuencia de la organización de España en provincias. En aquella época ejerció competencias en materia de obras públicas, educación, beneficencia, así como funciones intermedias entre los municipios y la administración del estado.
En el año 1979 se constituyó como organismo democrático a la par del proceso de transición que se desarrollaba en España.

## Composición
| Actual distribución de la Diputación tras las elecciones municipales de 2019 | Actual distribución de la Diputación tras las elecciones municipales de 2019 | Actual distribución de la Diputación tras las elecciones municipales de 2019 | Actual distribución de la Diputación tras las elecciones municipales de 2019 | Actual distribución de la Diputación tras las elecciones municipales de 2019 |
| Partido político                                                             | Votos                                                                        | %                                                                            | Diputados                                                                    |                                                                              |
| ---------------------------------------------------------------------------- | ---------------------------------------------------------------------------- | ---------------------------------------------------------------------------- | ---------------------------------------------------------------------------- | ---------------------------------------------------------------------------- |
| Partido Popular de Galicia (PPdeG)                                           | 215.537                                                                      | 37,24%                                                                       | 14                                                                           |                                                                              |
| Partido de los Socialistas de Galicia (PSdeG-PSOE)                           | 153.936                                                                      | 26,60%                                                                       | 10                                                                           |                                                                              |
| Bloque Nacionalista Galego (BNG)                                             | 101.963                                                                      | 17,61%                                                                       | 6                                                                            |                                                                              |
| Alternativa dos Veciños (AV)                                                 | 19.135                                                                       | 3,33%                                                                        | 1                                                                            |                                                                              |

### Distribución de escaños por partidos judiciales
| Partido judicial       |    |    |   | AV | Diputados |
| ---------------------- | -- | -- | - | -- | --------- |
| Betanzos               | 1  | 1  |   |    | 2         |
| Carballo               | 1  |    | 1 |    | 2         |
| Corcubión              |    | 1  |   |    | 1         |
| La Coruña              | 4  | 3  | 2 | 1  | 10        |
| Ferrol                 | 2  | 2  | 1 |    | 5         |
| Noya                   | 2  | 1  |   |    | 3         |
| Santiago de Compostela | 4  | 2  | 2 |    | 8         |
| Total                  | 14 | 10 | 6 | 1  | 31        |

Escudo de la Provincia de La Coruña.

Integran la Diputación Provincial, como órganos de Gobierno de la misma, el Presidente, los Vicepresidentes, la Corporación, el Pleno y las Comisiones informativas.

## Junta de Gobierno
El presidente actual es el socialista Valentín González Formoso.

### Histórico de presidentes
- 1979-1987: Enrique Marfany Oanes (UCD)
- 1987-1989: José Manuel Romay Beccaría (PP)
- 1989-1995: Jesús Salvador Fernández Moreda (PSdeG-PSOE)
- 1995-1999: Augusto César Lendoiro (PP)
- 1999-2003: José Luis Torres Colomer (PP)
- 2003-2011: Jesús Salvador Fernández Moreda (PSdeG-PSOE)
- 2011-2015: Diego Calvo Pouso (PP)
- Desde 2015: Valentín González Formoso (PSdeG-PSOE)